# Rejon telszański
Rejon telszański (lit. Telšių rajono savivaldybė) – rejon w północno-zachodniej Litwie.